# Тенктери
Тенктери (Tenkterer; лат. Tencteri) са германско племе, живяло по долното течение на Рейн, северно от узипетите. Изтласкани от свебите на Ариовист тенктерите заедно с узипетите пресичат Рейн през 58 пр.н.е., но Юлий Цезар ги побеждава.
Те са познати с добрата си конница.
През 17 пр.н.е. в съюз с германските племена узипети и сугамбри те пресичат отново Рейн и побеждават римския управител Марк Лолий (clades Lolliana). По-късно са победени от Друз.
Рейнските и Везер германски племена бруктери, тенктери, сугамбри, узипети, хатуари, хамави, и ампсивари се сливат от 3 век с франките. По-късно идват към тях и хатите (Хесен).